# Gran Premio de Alemania de Motociclismo de 2002
El Gran Premio de Alemania de Motociclismo de 2002 fue la novena prueba del Campeonato del Mundo de Motociclismo de 2002. Tuvo lugar en el fin de semana del 19 al 21 de julio de 2002 en Sachsenring, situado en Hohenstein-Ernstthal, Sajonia, Alemania. La carrera de MotoGP fue ganada por Valentino Rossi, seguido de Max Biaggi y Tohru Ukawa. Marco Melandri ganó la prueba de 250cc, por delante de Roberto Rolfo y Sebastián Porto. La carrera de 125cc fue ganada por Arnaud Vincent, Alex de Angelis fue segundo y Steve Jenkner tercero.

## Resultados MotoGP
| Pos | N.º | Piloto              | Constructor | Vueltas | Tiempo/Retirado | Parrilla | Puntos |
| --- | --- | ------------------- | ----------- | ------- | --------------- | -------- | ------ |
| 1   | 46  | Valentino Rossi     | Honda       | 30      | 43:32.783       | 6        | 25     |
| 2   | 3   | Max Biaggi          | Yamaha      | 30      | +0.730          | 3        | 20     |
| 3   | 11  | Tohru Ukawa         | Honda       | 30      | +1.100          | 5        | 16     |
| 4   | 7   | Carlos Checa        | Yamaha      | 30      | +2.330          | 10       | 13     |
| 5   | 56  | Shinya Nakano       | Yamaha      | 30      | +2.743          | 2        | 11     |
| 6   | 6   | Norifumi Abe        | Yamaha      | 30      | +2.780          | 14       | 10     |
| 7   | 99  | Jeremy McWilliams   | Proton KR   | 30      | +15.438         | 7        | 9      |
| 8   | 9   | Nobuatsu Aoki       | Proton KR   | 30      | +18.980         | 13       | 8      |
| 9   | 8   | Garry McCoy         | Yamaha      | 30      | +19.269         | 8        | 7      |
| 10  | 66  | Alex Hofmann        | Honda       | 30      | +34.533         | 18       | 6      |
| 11  | 33  | Akira Ryō           | Suzuki      | 30      | +34.592         | 20       | 5      |
| 12  | 17  | Jurgen vd Goorbergh | Honda       | 30      | +45.404         | 17       | 4      |
| 13  | 30  | José Luis Cardoso   | Yamaha      | 30      | +1:16.460       | 19       | 3      |
| Ret | 19  | Olivier Jacque      | Yamaha      | 27      | Caída           | 1        |        |
| Ret | 4   | Alex Barros         | Honda       | 27      | Caída           | 4        |        |
| Ret | 55  | Régis Laconi        | Aprilia     | 25      | Caída           | 15       |        |
| Ret | 31  | Tetsuya Harada      | Honda       | 16      | Retirado        | 16       |        |
| Ret | 51  | Yukio Kagayama      | Suzuki      | 10      | Caída           | 11       |        |
| Ret | 74  | Daijiro Kato        | Honda       | 10      | Caída           | 9        |        |
| Ret | 15  | Sete Gibernau       | Suzuki      | 10      | Caída           | 12       |        |
| DNS | 21  | John Hopkins        | Yamaha      |         |                 |          |        |

## Resultados 250cc
| Pos | Piloto            | Constructor | Tiempo/Retirado | Parrilla | Puntos |
| --- | ----------------- | ----------- | --------------- | -------- | ------ |
| 1   | Marco Melandri    | Aprilia     | 32:12.725       | 6        | 25     |
| 2   | Roberto Rolfo     | Honda       | +0.181          | 3        | 20     |
| 3   | Sebastián Porto   | Yamaha      | +2.150          | 8        | 16     |
| 4   | Fonsi Nieto       | Aprilia     | +8.471          | 1        | 13     |
| 5   | Roberto Locatelli | Aprilia     | +15.565         | 2        | 11     |
| 6   | Toni Elías        | Aprilia     | +29.543         | 10       | 10     |
| 7   | Naoki Matsudo     | Yamaha      | +29.857         | 9        | 9      |
| 8   | Franco Battaini   | Aprilia     | +29.890         | 4        | 8      |
| 9   | Ralf Waldmann     | Aprilia     | +38.653         | 17       | 7      |
| 10  | Alex Debón        | Aprilia     | +40.533         | 7        | 6      |
| 11  | Shahrol Yuzy      | Yamaha      | +42.231         | 15       | 5      |
| 12  | Dirk Heidolf      | Aprilia     | +59.989         | 14       | 4      |
| 13  | Leon Haslam       | Honda       | +1:00.304       | 16       | 3      |
| 14  | Jason Vincent     | Honda       | +1:00.434       | 18       | 2      |
| 15  | David Checa       | Aprilia     | +1:00.569       | 20       | 1      |
| 16  | Taro Sekiguchi    | Yamaha      | +1:01.011       | 25       |        |
| 17  | Raúl Jara         | Aprilia     | +1:02.851       | 21       |        |
| 18  | Héctor Faubel     | Aprilia     | +1:24.583       | 26       |        |
| 19  | Max Neukirchner   | Honda       | +1 vuelta       | 27       |        |
| Ret | Vincent Philippe  | Aprilia     | Retirado        | 19       |        |
| Ret | Haruchika Aoki    | Honda       | Retirado        | 11       |        |
| Ret | Randy de Puniet   | Aprilia     | Retirado        | 5        |        |
| Ret | Hugo Marchand     | Aprilia     | Retirado        | 23       |        |
| Ret | Thierry vd Bosch  | Aprilia     | Retirado        | 24       |        |
| Ret | Nico Kehrer       | Honda       | Retirado        | 29       |        |
| Ret | Emilio Alzamora   | Honda       | Retirado        | 13       |        |
| Ret | Jarno Janssen     | Honda       | Retirado        | 22       |        |
| Ret | Casey Stoner      | Aprilia     | Retirado        | 12       |        |
| Ret | Christian Gemmel  | Honda       | Retirado        | 28       |        |

## Resultados 125cc
| Pos | Piloto                   | Constructor | Tiempo/Retirado | Parrilla | Puntos |
| --- | ------------------------ | ----------- | --------------- | -------- | ------ |
| 1   | Arnaud Vincent           | Aprilia     | 40:40.023       | 1        | 25     |
| 2   | Alex de Angelis          | Aprilia     | +0.108          | 4        | 20     |
| 3   | Steve Jenkner            | Aprilia     | +9.995          | 7        | 16     |
| 4   | Manuel Poggiali          | Gilera      | +9.996          | 2        | 13     |
| 5   | Pablo Nieto              | Aprilia     | +10.160         | 6        | 11     |
| 6   | Simone Sanna             | Aprilia     | +16.018         | 3        | 10     |
| 7   | Dani Pedrosa             | Honda       | +16.826         | 8        | 9      |
| 8   | Youichi Ui               | Derbi       | +23.921         | 11       | 8      |
| 9   | Mika Kallio              | Honda       | +24.004         | 10       | 7      |
| 10  | Gino Borsoi              | Aprilia     | +24.263         | 12       | 6      |
| 11  | Joan Olivé               | Honda       | +24.807         | 15       | 5      |
| 12  | Mirko Giansanti          | Honda       | +24.858         | 16       | 4      |
| 13  | Andrea Dovizioso         | Honda       | +40.540         | 13       | 3      |
| 14  | Ángel Rodríguez Campillo | Aprilia     | +40.695         | 9        | 2      |
| 15  | Masao Azuma              | Honda       | +40.943         | 21       | 1      |
| 16  | Klaus Nohles             | Honda       | +48.829         | 22       |        |
| 17  | Jorge Lorenzo            | Derbi       | +48.856         | 19       |        |
| 18  | Gábor Talmácsi           | Italjet     | +49.181         | 14       |        |
| 19  | Alex Baldolini           | Aprilia     | +1:01.949       | 17       |        |
| 20  | Chaz Davies              | Aprilia     | +1:03.125       | 23       |        |
| 21  | Héctor Barberá           | Aprilia     | +1:09.270       | 29       |        |
| 22  | Max Sabbatani            | Aprilia     | +1:09.710       | 18       |        |
| 23  | Michel Fabrizio          | Gilera      | +1:10.104       | 25       |        |
| 24  | Ivan Goi                 | Aprilia     | +1:24.892       | 28       |        |
| 25  | Imre Tóth                | Honda       | +1:24.940       | 26       |        |
| 26  | Thomas Lüthi             | Honda       | +1:28.884       | 33       |        |
| 27  | Mattia Angeloni          | Gilera      | +1:31.361       | 34       |        |
| 28  | Dario Giuseppetti        | Honda       | +1:31.627       | 24       |        |
| 29  | Claudius Klein           | Honda       | +1:32.292       | 30       |        |
| 30  | Patrick Unger            | Honda       | +1:32.384       | 31       |        |
| 31  | Jascha Buch              | Honda       | +1 vuelta       | 35       |        |
| 32  | Matej Smrž               | Honda       | +1 vuelta       | 37       |        |
| 33  | Manuel Mickan            | Honda       | +1 vuelta       | 32       |        |
| Ret | Stefano Perugini         | Italjet     | Retirado        | 20       |        |
| Ret | Andrea Ballerini         | Honda       | Retirado        | 27       |        |
| Ret | Lucio Cecchinello        | Aprilia     | Retirado        | 5        |        |
| Ret | Christian Pistoni        | Italjet     | Retirado        | 36       |        |